# Eddie Bengtsson
Edvard "Eddie" Bengtsson, född 23 december 1962, lärare och musiker från Malmö. 1979 startade han synthpop-bandet Page tillsammans med Marina Schiptjenko. Bengtsson blev även låtskrivare i synthpop och Star Trek-tematiska bandet S.P.O.C.K, och blev även medlem i bandet (1993-1997) under namnet Captain Eddie B. Kirk.
Han har också startat banden Sista mannen på jorden, och This Fish Needs a Bike, i vilka han ofta står ensam som upphovsman bakom låtarna. Bengtsson är även samlare med saker relaterade till tv-serien Månbas Alpha.